# 沃爾弗林 (密歇根州)
沃爾弗林（英語：Wolverine）是位於美國密歇根州希博伊根縣的一個村。

## 人口
根據2020年美國人口普查的數據，沃爾弗林的面積為2.56平方千米，當中陸地面積為2.54平方千米，而水域面積為0.02平方千米。當地共有人口309人，而人口密度為每平方千米120人。